# ニードルアイ
『ニードルアイ』は、講談社『月刊マガジンZ』とYahoo! JAPAN内コンテンツYahoo!コミックによるコラボレーションに基づくクロスオーバー作品企画『ヒーロークロスライン』（通称HXL）のラジオドラマ作品。インターネットラジオ局『ラジオ劇場HXLアワー』にて、2010年3月29日より配信されている。毎月15日更新。
インターネットラジオ局『HiBiKi Radio Station』でも2010年5月18日より、毎月第3火曜日にラジオ番組「HXLアワー ニードルアイ」として後述の「Radioニードルアイ」と共にセットで配信されている。

## 概要
『ヒーロークロスライン 第一期』作品「ジエンド」の登場キャラクターである千練勇気が主人公であり、原作を新井リュウジが担当している。また村枝賢一がイメージボードを多数提供しており、作品内で効果的に使用されている。当初、配信間隔は不定期であったが『HiBiKi Radio Station』での配信開始に伴い毎月15日更新に改られた。
HXL作品では「VOID」「レイズマンゼロ」「ダーク・クイーン」他との関連が深く、第1話から「VOID」作中にさりげなく張られた伏線を回収している。このように主人公の千練勇気のみならず、他のHXLキャラクターの過去を埋める物語が展開される。第10話までは千練勇気を主人公とした第1部、第11話以降は勇気の双子の妹にあたる千練隼を主人公にした第2部が配信されている。
なお「新井リュウジが担当する千練勇気を主人公とした作品」の初出は2008年8月15日発行のHXL非公式同人誌『HXL APPEMDIX ヒーロークロスラインおまけ本（増補版）』であり、満を持しての配信開始となった。
（※世界観についてはヒーロークロスライン作品共通の世界観も参照。また、この作品独自の用語については、後節を参照。）

## あらすじ
オルタレイション・バースト以後、突如現れたノッカーズ革命組織『セクト』は人類・また同属であるはずのノッカーズに対し、革命と言う名の大量破壊テロを繰り返していた。それを阻止するべく国防省が独自に編成した国防省高等保安警務隊・通称『山桜隊』は、数十名の殉職者を出しながらも徐々に『セクト』メンバーを駆除していた。
時は2006年。『山桜隊』隊長、西条佐京次は1人のノッカーズを追っていた。その名は千練勇気、コードネーム＜ニードルアイ＞である。

## 主な登場キャラクター
千練 勇気（ちねり ゆうき）／ニードルアイ
声 - 沢城みゆき
ノッカーズハンター武士神の弟子であり、このラジオドラマ第1部の主人公の女の子。しかしこの作品では「ジエンド」登場時より過去が語られる。なお第2話まで声の出演は無く、第3話からの出演となった。
『セクト』によって改造され、モドキノッカーズ能力で猫の姿になる事が可能であり、叫び声などにいかにも猫らしい口調が入る。獣人化した際の必殺技は“ニードルストライク”。『セクト』側からは＜ニードルアイA-1（- エーワン）＞、＜実験体A-1＞とも呼ばれる。人間の姿の際には黄ぶなの水筒を所持しており、釣竿を武器として駆使し戦闘を行なう。
紅トカゲの卑劣な攻撃により姿を消し、生死不明となってしまう。
千練 隼（ちねり じゅん）／ニードルアイA-2（- エーツー）
声 - はらまいこ
『セクト』によって改造されたモドキノッカーズで、第2部の主人公。＜実験体A-2＞とも呼ばれており、勇気が母親の雅美と共に『セクト』から脱走した事が原因となって勇気の予備として改造された。勇気の双子の妹であり、勇気は彼女が死亡したと思い込んでいたが後に再会する事となった。
勇気と同じく猫への変身が可能で、獣人化した際の必殺技は“ニードルスクリュー”と“シザーネイル”。
勇気が行方不明となった後は、『山桜隊』と行動を共にしている。
西条 左京次（さいじょう さきょうじ）
声 - 中村徳也
『山桜隊』の隊長で、階級は一佐。重要度「特A」のノッカーズである千練勇気を追っている。荒い口調で話す。愛用の銃はスーパーブラックホークであり、金色に塗装されている。
神楽 鈴音（かぐら すずね）
声 - 大倉ゆか
『BOOTS』本部から『山桜隊』へ派遣された特別監察官で、階級は警部補。「亡装遺体ネクロマン」の登場キャラクターである、神楽舞の姉にあたる。
千練 雅美（ちねり まさみ）
声 - 岡本麻弥
千練勇気の母親にして『セクト』の指導者プロフェッサー千練の妻。2003年に組織を裏切り、勇気と共に逃げ出した。
メディコ・ヴォルフェン
声 - 巽理絵
『セクト』の最高幹部であり、プロフェッサー千練の副官も務めている女性モドキノッカーズ。『セクト』構成員にプロフェッサー千練の言葉を伝える立場でもある。
青ザリガニ（あお -）
声 - 関智一
紅トカゲ（べに -）
声 - 岡野浩介
『セクト』所属の男性幹部だが、モドキノッカーズではなく純正ノッカーズ。成果を焦り卑劣な戦法をとって隼を巻き込んでまでも勇気を殺そうとするが、逆に隼に殺されてしまう。
プロフェッサー千練（- ちねり）
声 - 未公開
『セクト』の科学者兼指導者。勇気と隼の実の父親でありながら、彼女達を改造した張本人である。存在は以前から言及されていたが、第12話にて初登場した。
第一期作品「レイズマン・ゼロ」に登場する鳴神有宇とはかつて盟友だった。
ムカデバイター(名前は小説版で初出)
声 - 泰勇気
銀ワニ
声 - ロバート・ウォーターマン

### 他作品の登場キャラクター
銀河ロイド コスモX（ぎんが - エックス）
声 - 関智一
第一期作品「銀河ロイド コスモX」の主人公。第1話の冒頭で千練勇気と共にノッカーズを倒している。なお、この冒頭部分のみ2010年のエピソードである。
仲里 哲也（なかざと てつや）
声 - 清水秀光
『山桜隊』所属隊員で、階級は三尉。「ニードルアイ」から10年後の世界を描いている「VOID」では『BOOTS』の分隊長に就いており、西条左京次が愛用していた銃を受け継いでいる。
神楽 舞（かぐら まい）
声 - かかずゆみ
第一期作品「亡装遺体ネクロマン」のメインキャラクター。第4話に登場し、姉の神楽鈴音と電話で会話している。
レーダ
声 - 巽理絵
第一期作品「ひろよん」及び、第二期作品「電波少女怪人レーダちゃん」のメインキャラクター。第8話に登場し、ハネコーと共に北関東の情勢を偵察するためクランドによって派遣された。
ハネコー
声 - 田口臣
第一期作品「クランド」に登場するノッカーズ。第8話に登場し、自身の持つ飛行能力を使い北関東の情勢を偵察しに来たところでレーダと共に勇気と遭遇する。

## 用語
山桜隊（やまざくらたい）
オルタレイション・バースト以降、『セクト』に家族などを殺された者達が集結し国防省によって設立された部隊。対ノッカーズ部隊としては『BOOTS』の前身にあたる存在である。
セクト
オルタレイション・バースト直後、栃木県の足尾銅山一帯を本拠地に活動を開始したノッカーズ革命組織。ノッカーズ組織としては比較的早い時期に出現した。『KF製剤』を使った強化人間（モドキノッカーズ）が多く所属するが、後に簡易改造薬物『BEAT』を使用する者が増えてきている。
モドキノッカーズ
ノーマルの人間が『KF製剤』を使う事によって強化人間へと改造された姿であり、『セクト』に多く所属している。その能力がノッカーズに似ているため、このように呼ばれているがノッカーズとは違い体内からデミアジウムは検出されない。
KF製剤（ケーエフせいざい）
『セクト』の指導者プロフェッサー千練が開発した特別な薬品で、人間を自身が最も嫌悪する姿をもつモドキノッカーズにする能力を持つ。元々は人類の平和利用のために研究されていたものだった。

## 主題歌
エンディングのスタッフロールにて流れる。
I need you,needle eye
作詞 - 新井リュウジ、作曲 - 貴日ワタリ、歌 - 小寺可南子
第1話から第4話、第6話から第10話にかけて使用。
黄ぶなの唄
作詞 - 新井リュウジ、作曲 - 貴日ワタリ、歌 - 小寺可南子
第5話にて使用。また第8話では冒頭部分に使用された。
Attack the needleeye!
作詞 - 新井リュウジ、作曲 - 貴日ワタリ、歌 - 小寺可南子
第11話から使用。

## 配信リスト
| 部    | 話数   | 脚本     | ゲスト声優                                        | 配信日         | 『響』配信日   |
| ----- | ------ | -------- | ------------------------------------------------- | -------------- | -------------- |
| 第1部 | 第1話  | 大沼弘幸 | 関智一、新井リュウジ、馬場民雄、 田口臣、中村雄三 | 2010年 3月29日 | 2010年 5月18日 |
| 第1部 | 第2話  | 大沼弘幸 | 泰勇気、北川まあこ                                | 4月22日        | 2010年 5月18日 |
| 第1部 | 第3話  | 大沼弘幸 | 関智一、田口臣                                    | 5月15日        | 2010年 5月18日 |
| 第1部 | 第4話  | 大沼弘幸 | かかずゆみ、中村雄三、田口臣                      | 6月15日        | 6月15日        |
| 第1部 | 第5話  | 大沼弘幸 | 田口臣                                            | 7月15日        | 7月20日        |
| 第1部 | 第6話  | 大沼弘幸 | 岡本麻弥、中村雄三、 田口臣、新井リュウジ         | 8月15日        | 8月17日        |
| 第1部 | 第7話  | 大沼弘幸 | 岡野浩介、ロバートウォーターマン                  | 9月15日        | 9月21日        |
| 第1部 | 第8話  | 大沼弘幸 | 田口臣、ロバート・ウォーターマン                  | 10月16日       | 10月19日       |
| 第1部 | 第9話  | 大沼弘幸 | 岡野浩介、ロバート・ウォーターマン                | 11月15日       | 11月16日       |
| 第1部 | 第10話 | 大沼弘幸 | 岡野浩介                                          | 12月15日       | 12月21日       |
| -     | 総集編 | 大沼弘幸 | -                                                 | 2011年 1月15日 | 2011年 1月18日 |
| 第2部 | 第11話 | 大沼弘幸 | ロバート・ウォーターマン                          | 2月15日        | 2月15日        |
| 第2部 | 第12話 | 大沼弘幸 | 近藤龍馬                                          | 3月15日        | 3月15日        |

## スタッフ
- 原作：新井リュウジ
- イラスト：村枝賢一、松本久志（第4話のみ）
- 監督：大沼弘幸
- 音楽：貴日ワタリ
- 効果：野崎博樹[注 3]

## Radioニードルアイ
2011年1月15日より配信されているウェブラジオ番組であり、「ニードルアイ」を盛り上げることを目的としている。毎月15日更新。
| 回数  | ゲスト                                     | 配信日         | 『響』配信日   |
| ----- | ------------------------------------------ | -------------- | -------------- |
| 第1回 | -                                          | 2011年 1月15日 | 2011年 1月18日 |
| 第2回 | ロバート・ウォーターマン                   | 2月15日        | 2月15日        |
| 第3回 | チョウ・ソカベ（ロバート・ウォーターマン） | 3月15日        | 3月15日        |

パーソナリティ
はらまいこ（千練隼役）
中村徳也（西条左京次役）
大倉ゆか（神楽鈴音役）

## 関連商品
以下全て配信サイトにて通販中。
ニードルアイ/電波少女怪人レーダちゃん
ラジオドラマ作品「ニードルアイ」と「電波少女怪人レーダちゃん」を収録したDVDであり、通販の他にコミックマーケットの企業ブース等においても販売されている。
| 巻数 | 「ニードルアイ」収録話 | 発売日         | ダウンロード版発売日 |
| ---- | ---------------------- | -------------- | -------------------- |
| 1    | 第1話 - 第3話          | 2010年8月13日  | 2010年11月5日        |
| 2    | 第4話 - 第6話          | 2010年12月17日 | -                    |

HXLアワー ソングコレクション
『ポイズンパルス（フルバージョン）』『レーダちゃん音頭』『I need you,needle eye』『黄ぶなの唄』の4曲を収録したもので、ダウンロード版（MP3データ）のみ発売中。各曲個別ダウンロードも可能。
ムラエダケンイチフルカラーノート
村枝賢一がコミックマーケット79にて個人発行した同人誌。「ニードルアイ」本編等で使用されたイラストが多数収録されている。

## 備考
主人公の千練勇気を演じている沢城みゆきは、元々「銀河ロイド コスモX IN ヒーロークロスライン ドラマCD」にて同役を演じたが、それを気に入っていた新井リュウジが関智一を通して再演を熱望したところ快く引き受けたそうである。
千練勇気の原型は、原作者である新井リュウジ作のライトノベル作品「影踏みシティ」に登場する名無しの脇役キャラクターである。このキャラクターを新井リュウジが気に入っていたため、HXL用に修正し復活する事となった。